# تأثير المشاهير في السياسة

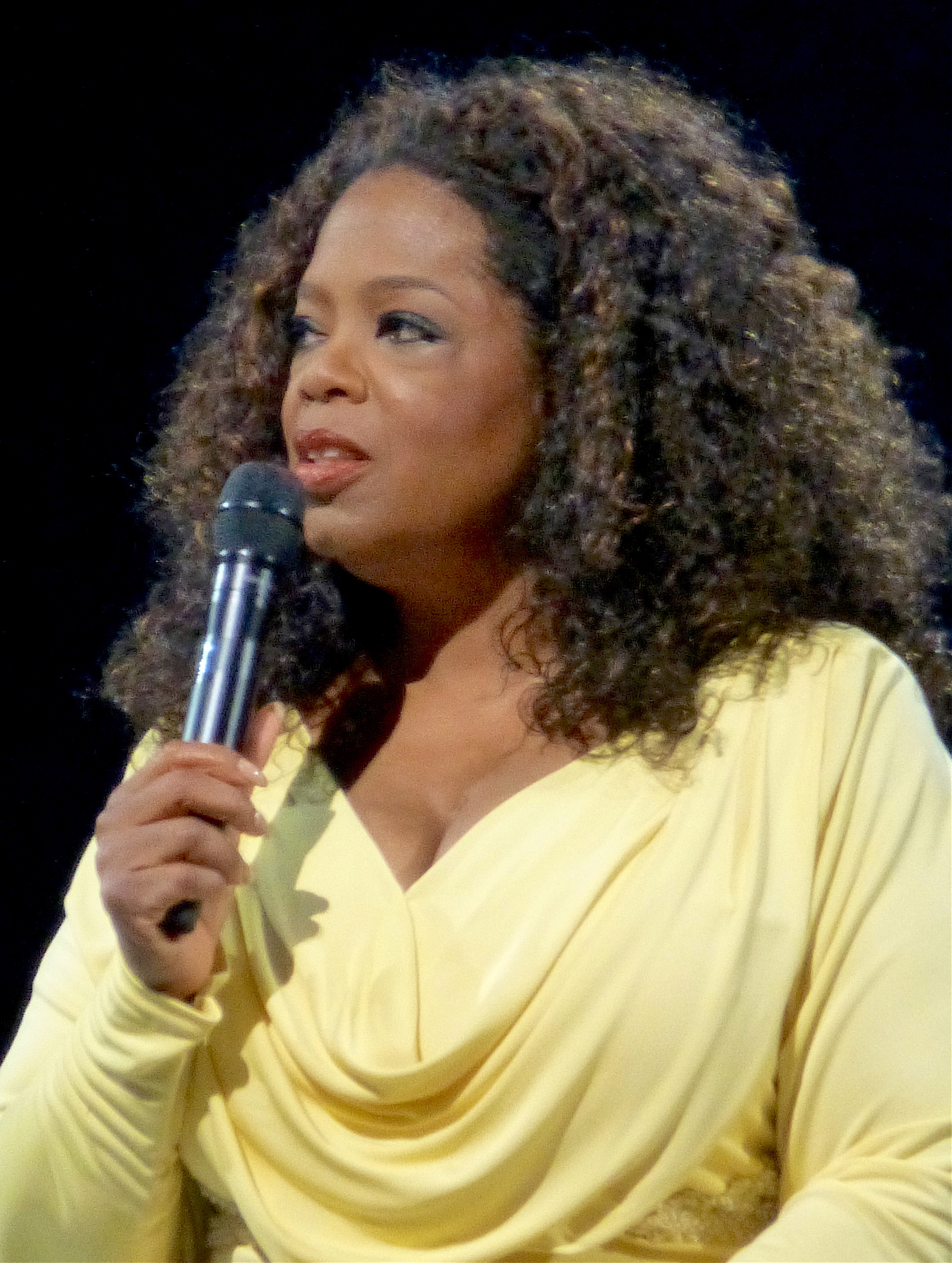
أوبرا في ميامي في جولة "الحياة التي تريدها" أكتوبر 2014.

تأثير المشاهير في السياسة، يُشار إليه أيضًا باسم «سياسات المشاهير» أو «قوة النجوم السياسية»، هو عمل شخص بارز يستخدم شهرته كمنصة للتأثير على الآخرين في القضايا السياسية أو الأيديولوجية. وفقًا لأنتوني إليوت، فإن الشهرة هي نقطة هيكلية مركزية في تحديد الهوية الذاتية والاجتماعية، حيث تؤدي دورًا مهمًا بشكل متزايد في التشكيل الذاتي، والتخيل الذاتي، والمراجعات الذاتية، والانعكاس الذاتي. يمكن أن يكون الأشخاص المؤثرون الذين يُعتبرون من المشاهير أي شخص لديه متابعة رئيسية مثل الرياضيين المحترفين، أو الممثلين / الممثلات، أو الشخصيات التلفزيونية، أو الموسيقيين. يتمتع المشاهير بنوعين من القوة المحددة؛ القدرة على تسليط الضوء على القضايا، وإقناع الجمهور. كما تعد وسائل التواصل الاجتماعي من أكثر المجالات شيوعًا للمشاهير لمناقشة قضايا معينة أو أحداث راهنة يتم تسيسيها. يمكن أن يتحدث الأفراد أيضًا في المنتديات العامة مثل البرامج الحوارية التلفزيونية، أو المناسبات، أو خلال عروضهم الخاصة التي يحضرها على نطاق واسع. في الولايات المتحدة، يميل معظم المشاهير إلى تبني معتقدات سياسية ليبرالية، لأسباب يناقشها علماء النفس الاجتماعي.

## التاريخ

### استخدام وسائل الإعلام
سهّل اعتماد الوسائط واسعة النطاق على المشاهير ممارسة نفوذهم في السياسة التي بدأت مع إنشاء التلفزيون. وفقًا لجون ستريت، بدأ تأثير المشاهير في السياسة بالتلفزيون، باعتباره الوسيلة الوثيقة وتركز بشكل أكبر على الجانب الإنساني من الناس، بما في ذلك المرشحين السياسيين، أكثر من أي وسيلة أخرى. ويذكر كذلك أن المشاهير تمكنوا من استخدام التلفزيون للوصول إلى جمهور واسع وأن تأثيرهم أثر في فهم الآخرين لمواضيع معينة. مع ظهور وسائل مختلفة، مثل وسائل التواصل الاجتماعي، تمكن المشاهير من التعبير عن آرائهم في مواضيع مختلفة، كان لتأثيرهم تأثير أكبر. رأى مارك ويلر أن هذا أدى إلى أحد الانتقادات الرئيسية لمشاركة المشاهير في السياسة حيث أن المشاهير يمكن اعتبارهم منتجًا مصنعًا، ومنتجًا مختلقًا بسبب وسائل الإعلام.

### أمثلة من المشاهير في السياسة
قام مشاهير مثل نجوم السينما، والرياضيين المحترفين، والموسيقيين، ونجوم تلفزيون الواقع بحملات لدعم أو ضد الأحزاب السياسية، والمرشحين، وحول القضايا السياسية. ومن الأمثلة على ذلك تأييد أوبرا وينفري وجورج كلوني لحملة باراك أوباما الرئاسية عام 2008 وأغنية كتبها الموسيقي الأمريكي هانك ويليامز الابن تؤيد حملة عضو مجلس الشيوخ جون ماكين في الانتخابات نفسها. قبل فوزه في الانتخابات الرئاسية الأمريكية لعام 2016، كان الرئيس دونالد ترامب رجل أعمال وشخصية تلفزيونية ظهر بنشاط على قناة فوكس نيوز لمناقشة السياسة والمرشحين السياسيين. يخلص مايكل هيجينز إلى أن سياسة ترامب المتمحورة حول وسائل الإعلام ترقى إلى مستوى «رئاسة زائفة». وفقًا لجون ستريت، يتضح هذا في كيفية تمثيله، وكيفية أدائه، وكيفية استجابة «معجبيه» له. في الهند، أقام أميتاب باتشان وسمريتي إيراني بحملات لأحزاب ومواقف سياسية مختلفة. كتبت سيلينا غوميز مقالًا عبرت فيه عن رأيها في الهجرة، وشرحت بالتفصيل خلفية الهجرة السابقة لعائلتها. سلط مقال غوميز الضوء على صعوبات الهجرة إلى الولايات المتحدة وقالت إنها ليست أكثر من مجرد قضية سياسية. استغلت نجمة تلفزيون الواقع ورائدة الأعمال والمؤثرة، كيم كارداشيان ويست، تأثيرها على المشاهير للحصول على فرصة للتحدث مع الرئيس دونالد ترامب ودعوته لمنح العفو لأليس ماري جونسون، التي حُكم عليها بالسجن المؤبد عن جريمة مخدرات لأول مرة. منذ ذلك الحين، ساعدت في إطلاق سراح مومولو ستيوارت، وكريستال مونوس، وجوديث نيغرون، وتينيس هول. كما ساعدت في تأسيس شراكة بين مبادرة إصلاح السجون، كت 50 و لايفت، لمساعدة السجناء المفرج عنهم في الحصول على وسيلة نقل موثوقة لمقابلات العمل. يمكن رؤية رحلتها القانونية في الفيلم الوثائقي، مشروع العدالة، الذي تدعي فيه، «أريد المساعدة في رفع هذه القضايا إلى المستوى الوطني لإحداث التغيير، وهذا الفيلم الوثائقي هو تصوير صادق لي وأنا أتعلم عن النظام والمساعدة في تحقيق نتائج ملموسة لإصلاح العدالة».
هناك حالات متعددة لمشاهير شاركوا بشكل جيد في استطلاعات الرأي وأصبحوا شخصيات سياسية مهمة في بلدانهم. ومن الأمثلة على ذلك لاعب كمال الأجسام النمساوي الأمريكي والنجم السينمائي أرنولد شوارزنيجر، والممثل الكوميدي الإيطالي بيبي جريللو، والمغني والملحن البرازيلي جيلبرتو جيل، ومغني وممثل السالسا البنمي روبين بليدز.

### الأيديولوجيا
في الولايات المتحدة، يميل المشاهير إلى أن يكونوا ليبراليين. جادل بعض العلماء بأن الأفراد الفنيين يميلون إلى تبني ميول ليبرالية، لأن الليبرالية والإبداع يسيران جنبًا إلى جنب، بينما ينتهي المحافظون بالعمل في الأعمال التجارية والجيش. يوجد مجموعة لدعم المحافظين في هوليوود تسمى أصدقاء آبي.

### المشاهير ضمن برامج ومنظمات السفراء
تستغل المنظمات والبرامج المختلفة أضواء المشاهير من أجل الاستفادة من قاعدتهم الجماهيرية. مثل اليونيسف وهي منظمة سياسية متفرعة من الأمم المتحدة. وفقًا لموقع اليونيسف، فإنه يستخدم برنامج سفراء المشاهير من أجل الحصول على تقدير الجمهور. يتعاون نجوم السينما والتلفزيون والرياضة ووسائل التواصل الاجتماعي من أجل «زيادة الوعي» و «جمع التبرعات والدعوة والتثقيف نيابة عن اليونيسف». طالب أليسا ميلانو، وبينك، وجيجي حديد، وغيرهم من الأشخاص المؤثرين بمناصب في هذا البرنامج ويساعدون في بيان مهمته. على الرغم من أن هذه المنظمة هي الأكثر تواجدًا سياسيًا، إلا أن هناك العديد من الأمثلة الأخرى للمنظمات والبرامج التي تستخدم هذا الشكل بالذات من أجل تحقيق أهدافها السياسية.